# Emblema nacional de Brunéi
El emblema nacional de Brunéi data de 1932 y se adoptó oficialmente el 29 de octubre de 1959. Desde entonces ocupa de forma destacada la parte central de la bandera estatal. El emblema nacional está compuesto por cinco elementos principales: el pendón (en malayo Bendera) y el parasol reales (llamado Payung Ubor-Ubor), las alas (Sayap), las manos (Tangan o Kimhap) y la media luna (Bulan). En la media luna está el lema nacional escrito en malayo con caracteres árabes: "الدائمون المحسنون بالهدى" "Sentiasa membuat kebajikan dengan petunjuk Allah" (en español:"Siempre al servicio con la guía de Dios"). Abajo, una cinta con el nombre oficial del estado, "بروني دارالسلام;" "Brunei Darussalam" ("Brunéi, patria de la paz"). El pendón y el parasol son las señales de la monarquía. Las dos alas, con cuatro plumas cada una, representan la protección de la justicia y la paz. La media luna es el símbolo del Islam, la religión nacional. Las manos recuerdan el deber que tiene el gobierno de proteger el pueblo.

## Emblema personal del sultán
Después de la aprobación de la Constitución en 1959, el sultán de Brunéi adoptó un emblema personal diferenciado del nacional, en el que las dos manos fueron sustituidas por las figuras de dos gatos (kuching emas) acostados, con las patas traseras apoyadas en el suelo. En su coronación, celebrada en 1968, el actual monarca Hassanal Bolkiah, empleó una corona (mahkota) con un diseño original basado en los turbantes brocados de los sultanes anteriores. La corona, realizada en metales preciosos, está decorada con varios colgantes y un sarpech, la joya con la que se adorna un turbante, formado por una media luna junto a una estrella de diez puntas y rematado con un adorno de siete puntas. Hacia 1999, el emblema personal del sultán fue sustituido por una nueva versión, más elaborada. Se mantuvieron como elementos centrales la media luna con la inscripción, desde entonces verde, y el parasol alado. En la media luna está inscrito un extracto del Corán en texto árabe, el verso inicial de la sura Al-Mulk: تَبَارَكَ الَّذِي بِيَدِهِ الْمُلْكُ; Tabāraka al-ladhī bi-yadihi al-mulku, (en español, Bendito sea aquel en cuyas manos reposa toda autoridad). Se introdujo una representación de la corona del sultán y todo el conjunto se adornó con dos espigas de arroz de trazo esquemático. En la parte superior del emblema puede leerse el nombre de Dios (Allah) escrito en letras amarillas o doradas, color predominante en este emblema.
En el estandarte personal del Sultán, su emblema aparece representado de color rojo para poder diferenciarlo con facilidad del paño, de color amarillo.

## Escudos históricos

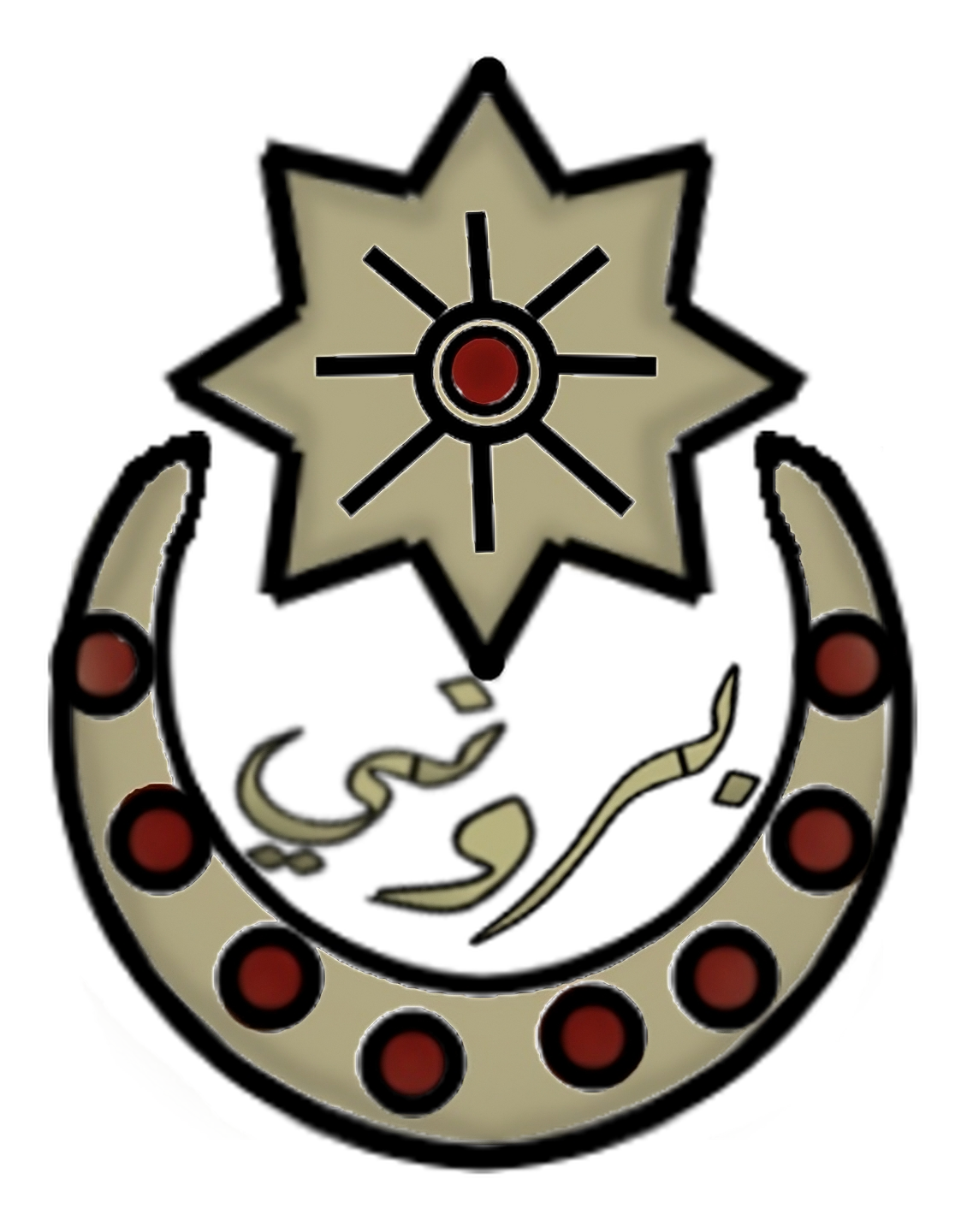
Presunto Emblema del Sultanato de Brunéi (1368-1888)
Emblema de Brunéi (1932-1950)
Emblema de Brunéi (1950-1959)
Emblema de Brunéi (1959-hasta la actualidad)